# Cerkev sv. Jožefa, Tržič
Cerkev sv. Jožefa v Tržiču je podružnična cerkev Župnije Tržič.
Cerkev stoji na griču nad mestom, od koder se odpira pogled na staro mestno jedro. Enoladijska zgodnjebaročna cerkev iz leta 1704 je imela Langusove slike in Layerjevo stropno fresko. Leta 1959 je cerkev pogorela z vso opremo in bila kasneje obnovljena. Zanimiva je predvsem zaradi renesančnega stropa iz leta 1689, ki so ga vanjo prenesli iz cerkve svetega Jurija.